# Idioma zoque de Oaxaca
El idioma zoque de los Chimalapas (angpø’n tsaame), zoque de Oaxaca o zoque del oeste es una lengua zoqueana hablada en los municipios de San Miguel Chimalapa y Santa María Chimalapa, en el estado de Oaxaca, México.

## Aspectos históricos sociales y culturales

### Historia de la lengua
Aún son poco claros los orígenes de los pueblos zoques y sus lenguas.: 7  El arqueólogo John E. Clark, basándose en una comparación de los sitios arqueológicos olmecas y del Soconusco, ha propuesto que el antecedente más antiguo de los pueblos mixe-zoques puede rastrearse en la cultura mokaya, que se desarrolló hace 3600 años en la costa de los actuales Chiapas y Guatemala.: 7  Posteriormente, grupos mokayas se habrían desplazado hacia el istmo de Tehuantepec (actuales estados de Veracruz, Oaxaca, Chiapas y Tabasco), región donde se diversificó la familia lingüística mixe-zoque.: 7  Terrence Kaufman y John Justeon han argumentando, no sin controversia, que la cultura olmeca del istmo de Tehuantepec pudo haber hablado una lengua de filiación mixe-zoque y han ofrecido como evidencia su desciframiento de la escritura epiolmeca.: 7 
Es probable que la escisión de los zoques de los Chimalapas y de Chiapas haya comenzado a fraguarse a partir del dominio zapoteca en el istmo de Tehuantepec hacia los siglos xiii o xv, seguido por la disputa de esta zona con los mexicas en el siglo xv y finalmente la conquista española de la región, eventos que provocaron el repliegue progresivo de los zoques hacia las montañas y selvas de los Chimalapas.: 11–12  Posteriormente, el nuevo orden colonial asentó una división política clara entre ambas comunidades, al quedar los territorios de los Chimalapas bajo la administración del Virreinato de la Nueva España y los territorios zoques de Chiapas bajo la Capitanía General de Guatemala.: 12–13 

### Uso y distribución
La lengua es hablada por las comunidades zoques de los municipios de San Miguel Chimalapa y Santa María Chimalapa, adscritos al distrito de Juchitán.: 17–18  Hacia 2005, el INEGI estimaba 5216 hablantes de alguna variedad de zoque en el estado de Oaxaca.
Tanto la variedad hablada en San Miguel Chimalapa como la de Santa María Chimalapa se encuentran severamente amenazadas por la interrupción de su transmisión de la lengua a las generaciones más jóvenes. El Proyecto Idiomas en peligro de extinción la clasifica bajo el rubro "con amenaza de extinción", mientras que Ethnologue categoriza a esta lengua bajo la categoría 6b* en su escala de vitalidad, es decir, amenazada y con tendencia a la pérdida de hablantes.
Desde 2003, la Ley General de Derechos Lingüísticos de los Pueblos Indígenas otorga a las lenguas indígenas de México y al español el estatus de lenguas nacionales y les confiere la misma validez en los diferentes niveles de la administración pública.

### Variantes
Se reconocen habitualmente dos variantes: la de San Miguel Chimalapa y la de Santa María Chimalapa, las cuales presentan diferencias fonéticas, fonológicas y morfosintácticas notables,: S151  aunque guardan inteligibilidad entre sí.: 1  Existe cierto desacuerdo en cuanto a considerar estas variedades como una sola lengua o lenguas distintas. Más recientemente, autores como Terrence Kaufmann, Silviano Jiménez Jiménez y Roberto Zavala Maldonado han sugerido la posibilidad de considerarlas como lenguas distintas, aunque la evidencia sintáctica para ello aún es escasa.: 15 

### Literatura y tradición oral
Loz zoques de los Chimalapas cuentan con una rica tradición oral, transmitida ahora también español, que ha funcionado como vehículo para la preservación su lengua y sus tradiciones.: 6  En las narrativas tradicionales de San Miguel y Santa María Chimalapa es especialmente notorio el sincretismo de motivos zoques con elementos del cristianismo y otras culturas con que ha existido un contacto a través del tiempo.: S135 : S152  Algunas muestras documentadas de la narrativa zoque incluyen el cuento "El hijo de los catorce días", una probable alusión a la tiempo de germinación del maíz, y algunos cuentos que conjugan la figura tradicional del "duende" (un ser sobrenatural que se dedica a engañar personas inocentes) con la figura cristiana o mestiza del diablo, un rasgo compartido con la tradicional oral de otras comunidades del istmo de Tehuantepec.
En 2020, el proyecto Nømmøy keno´øy pue´tsamedøkay ('Estamos contando historias') del escritor zoque Keving Hernán Sánchez resultó seleccionado en las Jornadas de Fomento a la Escritura, la Lectura y la Oralidad en Lenguas Indígenas convocadas por la Secretaría de las Culturas y Artes de Oaxaca. En 2021, un grupo de escritores, editores y artistas oaxaqueños promovió una campaña de recaudación de fondos para imprimir y difundir la colección de libros "De animales y fábulas: narrativa tradicional angpøn (zoque)", cuyos primeros dos volúmenes se componen de narrativas tradicionales zoques ilustradas por los artistas gráficos Rubén Ojeda Guzmán y José Ángel Santiago. Como parte de la campaña, fue difundido el cortometraje documental Angpøndøkay: gente de agua, lengua y tierra (2021), realizado por Keving Hernán Sánchez y Emma Marzi, en el cual se retrata, desde un punto de vista etnográfico, el desplazamiento lingüístico del zoque en la región de los Chimalapas.

## Descripción lingüística

### Clasificación
El zoque de los Chimalapas es una lengua zoqueana de la familia lingüística mixe-zoque. Se encuentra estrechamente emparentada con el zoque de Chiapas y guarda cierto grado de inteligibilidad con esta lengua.

### Fonología y escritura

#### Fonología
Las siguientes tablas describen el sistema fonológico de la variante de San Miguel Chimalapa.
|         | Anterior | Central | Posterior |
| ------- | -------- | ------- | --------- |
| Cerrada | i        |         | u         |
| Media   | e        | ə       | o         |
| Abierta |          | a       |           |

|                | Labial | Alveolar | Palatal | Velar | Glotal |
| -------------- | ------ | -------- | ------- | ----- | ------ |
| Oclusiva       | p      | t        |         | k     | ʔ      |
| Nasal          | m      | n        |         | ŋ     |        |
| Fricativa      |        |          | ʃ       |       | h      |
| Africada       |        | t͡s       |         |       |        |
| Semiconsonante |        |          | j       | w     |        |

Las siguientes consonantes tienen una distribución más restringida, ya que aparecen exclusivamente en préstamos del español o como variantes alofónicas de otras consonantes en el léxico patrimonial del zoque.: 26–27 
|           | Labial | Alveolar | Palatal | Velar |
| --------- | ------ | -------- | ------- | ----- |
| Oclusiva  | b      | d        |         | g     |
| Fricativa | f      | s        | ʃ       |       |
| Africada  |        |          | t͡ʃ      |       |
| Líquida   |        | l, r     |         |       |